# مين منتو (كاهن آمون الأكبر)
مين منتو أو منو منتو كان كاهن آمون الأكبر في زمن أحمس الأول (الأسرة الثامنة عشر).
يُعرف مين منتو من مخروط جنائزي (UC37666) من طيبة، والذي يوجد الآن في كلية لندن الجامعية.
يوجد جعران قلب يُنسب إلى مين منتو، الذي كان يُدعى سنريس، ضمن مجموعة متحف الفنون بفيينا.

## المقبرة
خلال حملة تنقيب في عام 2005، تم العثور على حوالي 250 مخروط جنائزي نسبها علماء الآثار إلى مين منتو، كاهن آمون الأكبر في عهد أمنحتب الأول. وُجدت المخاريط في فناء المقبرة المرقمة TT232، والتي تم تعريفها على أنها مقبرته.